# 圣安娜-杜加兰贝乌
圣安娜-杜加兰贝乌是巴西米纳斯吉拉斯州的一个市镇。总面积202.794平方公里，总人口2104人，人口密度10.4人/平方公里。